# Whippomorpha
Whippomorpha ili Cetancodonta je grupa životinja koja obuhvata sve postojeće cetaceane (kitove, delfine, etc.) i nilske konje. Svi vipomorfi su potomci poslednjeg zajedničkog pretka Hippopotamus amphibius i Tursiops truncatus. To je čini krunskom grupom. Whippomorpha je podred u okviru reda Artiodactyla (parnoprsti kopitari). Smeštanje Whippomorpha u Artiodactyla je predmet nekih sporova, pošto se ranije smatralo da su nilski konji bliže srodnim Suidae (svinje) i Tayassuidae (pekarije). Većina savremenih naučnih filogenetskih i morfoloških istraživanja povezuju nilske konje sa kitovima, a genetski dokazi u velikoj meri podržavaju evolucionu vezu između Hippopotamidae i Cetacea.